# Tàu bay Zeppelin

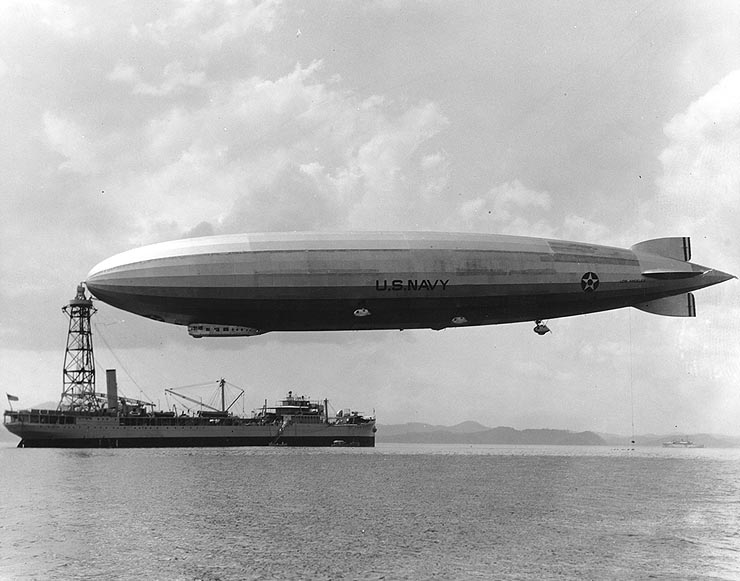
Zeppelin và tàu USS Los Angeles, 1931

Zeppelin đã từng là những khí cầu khung cứng thành công nhất. Zeppelin được đặt tên theo nhà chế tạo chúng là Ferdinand Graf von Zeppelin và được sử dụng từ 1900 đến 1940 vào việc chuyên chở hành khách cũng như trong quân sự. So sánh với những loại khí cầu khác khí cầu khung cứng của Zeppelin thành công lớn đến nỗi ngày nay khái niệm Zeppelin thường được dùng đồng nghĩa cho khí cầu khung cứng hay cho tất cả các loại khí cầu nói chung. Chiếc khí cầu khung cứng đầu tiên được cho là được làm bởi ông David Schwarz (1850 - 1897), một người Hungary ưa chuộng khí cầu.

## Những khởi đầu khó khăn
Năm 1890, ở tuổi 52, Ferdinand Graf von Zeppelin rời bỏ quân đội trước thời hạn để tập trung thật sự vào dự án này. Những nỗ lực của ông đã thành công và ông được nhận bằng sáng chế vào ngày 13 tháng 8 năm 1898 cho một "Xe lửa bay có thể lái với nhiều khoang chở lắp sau nhau"  (Văn phòng Bằng sáng chế Hoàng gia Đức, Biên bản sáng chế số 98580).

### Chiếc "Zeppelin" đầu tiên

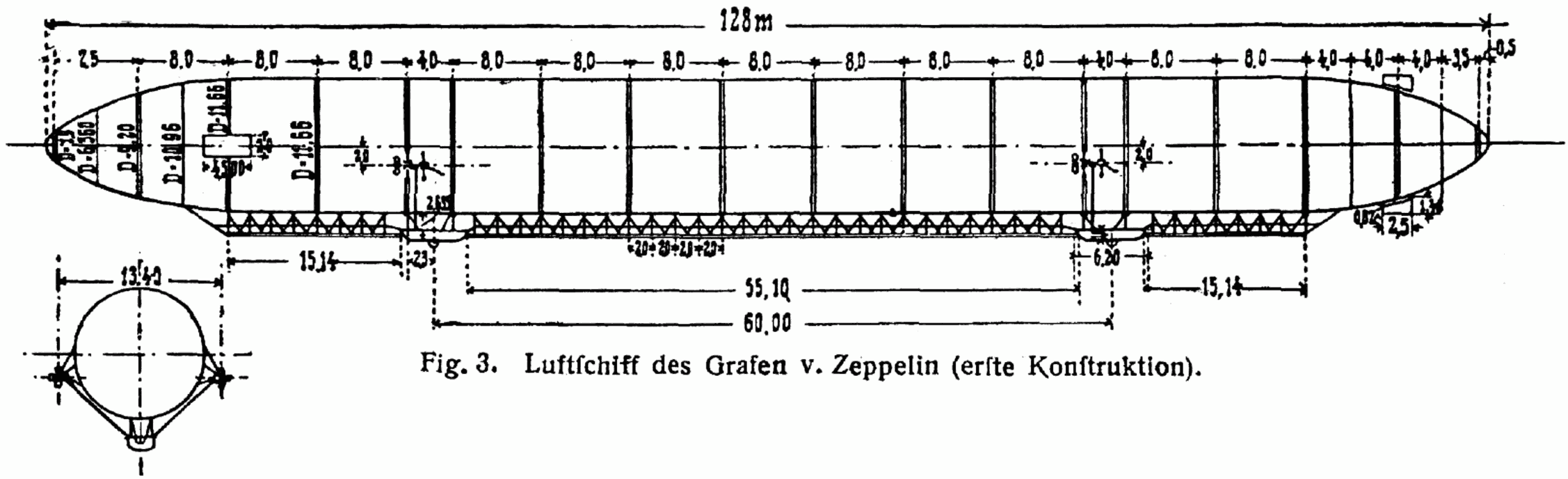
Sơ đồ của LZ 1

Năm 1894, một ủy ban chuyên gia không quan tâm nhiều đến phác thảo do Zeppelin trình bày nên hầu như chỉ mỗi ông hiện thực hóa ý tưởng của mình. Năm 1898 ông đã thành lập "Hiệp đoàn đỡ đầu ngành Hàng không " (Gesellschaft zur Förderung der Luftschifffahrt), trong đó ông đã tự đóng góp hơn nửa vốn cổ phần của hiệp đoàn là 800.000 Mark. Việc thực hiện về mặt kĩ thuật, đầu tiên ông giao cho kĩ sư Theodor Kober rồi sau đó cho Ludwig Dürr.
Năm 1898 việc sản xuất nhiều bộ phận cho chiếc Zeppelin đầu tiên được bắt đầu trong nhà máy Commerzienrath của Carl Berg ở Lüdenscheid, là nhà máy cũng đã tham gia vào việc chế tạo chiếc tàu bay của David Schwarz. Việc lắp ráp chiếc Zeppelin đầu tiên được bắt đầu trong năm 1899 trong một nhà lắp ráp nổi tại vịnh Manzell gần thành phố Friedrichshafen ở Bodensee. Căn nhà lắp ráp này có thể quay theo chiều gió nhằm hỗ trợ cho việc khởi động khó khăn. Phiên bản thử nghiệm LZ 1 (LZ "Luftschiff Zeppelin": tàu bay Zeppelin) dài 128 m, có đường kính 11,65 m và được khởi động bằng 2 động cơ Daimler, mỗi động cơ có công suất 10,4 kW (14,2 PS). Để cân bằng chiếc Zeppelin nặng gần 13 tấn người ta đã dùng một khối lượng nặng 130 kg, có thể được đẩy di chuyển giữa giỏ khí cầu phía trước và sau. 11.300 mét khối khí hiđrô được dùng làm khí đẩy, thế nhưng trọng tải có thể mang theo chỉ vào khoảng 300 kg.
Vào lúc 20:03 ngày 2 tháng 7 năm 1900 chiếc tàu bay cất cánh lần đầu tiên dưới mắt của khoảng 12.000 khán giả bên bờ hồ và trên thuyền. Chuyến bay kéo dài chỉ 18 phút, sau đó ống cuộn dây thép của khối tạo cân bằng bị hư hỏng và LZ 1 phải đáp khẩn cấp trên mặt nước. Sau khi sửa chữa, kĩ thuật chiếc Zeppelin tuy có tiềm năng nhất định qua hai lần cất cánh kế tiếp trong các tuần sau đó và đặc biệt là đã vượt qua tốc độ kỉ lục 6 m/s của chiếc tàu bay Pháp "La France" đến 3 m/s, nhưng vẫn chưa thuyết phục được các nhà đầu tư. Vì cạn kiệt về tài chính, Graf đã lại phải tháo gỡ các phiên bản thử nghiệm của Zeppelin, bán các phần còn lại và tất cả dụng cụ, sau đó ông giải tán công ty.

### Một vụ không may như là "giúp đỡ khởi đầu"
Cơ hội thứ hai (và thứ ba) của ý tưởng Zeppelin đã hàm ơn những người dân yêu chuộng tàu bay. Chính họ đã tạo khả năng cho Graf tiếp tục phát triển kĩ thuật đến mức đã trở thành hấp dẫn cho các mục đích sử dụng trong dân sự cũng như quân sự.
Tiền quyên tặng, nguồn thu từ xổ số đặc biệt cũng như 100.000 Mark từ tài sản cá nhân của Graf đã tạo nên cơ sở tài chính cho chiếc LZ 2 và LZ 3. Và cuối cùng thì Thủ tướng Đế chế von Bülow cũng đã đầu tư thêm 50.000 Mark vào quỹ này.
LZ 2 to khoảng như LZ 1, nhưng được cải tiến rõ rệt và cất cánh lần đầu tiên và cũng là lần duy nhất vào ngày 17 tháng 1 năm 1906. Chiếc tàu bay đã bị một cơn gió mạnh đẩy vào đất liền, sau đó các động cơ và bộ phận điều khiển gặp sự cố. Vì thế Zeppelin phải đáp khẩn cấp xuống Allgäu, nơi chiếc tàu bay đã bị một cơn bão vào ban đêm gây hư hại không thể hồi phục được.
Chiếc LZ 3 kế tiếp, trong đó tất cả những phần còn có thể dùng của LZ 2 đã được tái sử dụng, là chiếc Zeppelin thành công đầu tiên và cho đến năm 1908 đã bay được tổng cộng 4.398 km trong 45 chuyến bay. Đến thời điểm này kĩ thuật đã trở nên hấp dẫn cho giới quân sự Đức. Lục quân Đức đã mua chiếc LZ 3 và đổi tên thành Z I. Là tàu bay huấn luyện cho đến năm 1913, chiếc Z I đã trở thành lạc hậu này được giải trừ quân bị.
Quân đội cũng muốn tiếp nhận chiếc LZ 4, nhưng trước tiên đã yêu cầu là phải chứng minh chiếc Zeppelin có khả năng bay một chuyến bay kéo dài 24 giờ. Chiếc tàu bay đã khởi hành vào lúc 6:22 ngày 4 tháng 8 năm 1908 ở Friedrichshafen, để đến Mainz. Trong chuyến bay này chiếc tàu bay đã phải đáp khẩn cấp vào lúc 17:24 cùng ngày ở gần Kornsand vì hư hỏng nhẹ động cơ. Một bia đá tưởng niệm to, bia đá Zeppelin ở Rheinufer, nhắc đến sự tận tình giúp đỡ của nông dân địa phương, những người đã bỏ lại công việc của họ trên đồng để giúp đỡ đội bay lúc đáp khẩn. Sau khi có thể sửa chữa được động cơ, chiếc tàu bay lại cất cánh vào khoảng 22:00 giờ. Trên chuyến bay về, chiếc LZ 4 đã phải đáp xuống dọc đường ở Echterdingen gần Stuttgart hơn hai tiếng sau khi cất cánh vì lại có sự cố động cơ. Ở đây, một cơn bão đổ ập đến đã giật tàu khỏi neo vào ngày 5 tháng 8 năm 1908. Chiếc tàu va chạm vào một cây ăn trái, bốc cháy, và ngay sau đó toàn bộ kết cấu đáng tự hào này chỉ còn là những đống đổ nát bốc khói. Hai nhân viên kỹ thuật đang sửa chữa máy đã chỉ có thể tự cứu mình bằng một cú nhảy liều mạng.
Mặc dù không ai bị thương nghiêm trọng nhưng lẽ ra tai nạn đã kết thúc các chiếc Zeppelin về mặt kinh tế nếu như không có một trong số rất nhiều người đang đứng xem tự phát khởi động một cuộc quyên tặng. Cuộc quyên góp của quần chúng này đã mang lại khoản tiền 6.096.555 Mark đầy ấn tượng, tạo điều kiện cho Graf thành lập Công ty TNHH Luftschiffbau Zeppelin (Luftschiffbau Zeppelin GmbH) và Quỹ trợ cấp Zeppelin (Zeppelin-Stiftung). Vì thế chương trình Zeppelin không những đã sống lại như phượng hoàng từ đống tro tàn, mà còn cuối cùng cũng đứng trên một nền tài chính vững chắc.

### Zeppelin trước chiến tranh thế giới lần thứ nhất
Trong những năm kế tiếp cho đến khi chiến tranh thế giới lần thứ nhất bùng nổ vào mùa hè 1914, 21 chiếc Zeppelin (LZ 5 đến LZ 25) đã được hoàn thành.
Chiếc LZ 6 là chiếc tàu bay đầu tiên được sử dụng để chuyên chở hành khách mang tính thương mại vào năm 1909, được tiếp nhận bởi công ty cổ phần mới được thành lập trong thởi gian đó là Công ty cổ phần tàu hàng không Đức (Deutschen Luftschiffahrts-AG DELAG), là công ty hàng không đầu tiên trên thế giới. Đến 1914 thêm 6 chiếc tàu bay giao thông được bán cho DELAG và ngoài số sản xuất các chiếc Zeppelin này đã có tên riêng, thí dụ như LZ 11 "Viktoria Luise" (1912) và LZ 17 "Sachsen" (1913). Bốn trong số những chiếc tàu bay này bị phá hủy bởi tai nạn, chủ yếu là trong lúc ngừng lại, không có thiệt hại về nhân mạng.
Vào ngày 28 tháng 6 năm 1910, LZ 7 "Deutschland" gặp tai nạn trong một trận bão tuyết ở rừng Teutoburger. Chiếc tàu khởi hành từ Düsseldorf, và vì có sự cố về kĩ thuật nên đã bị trôi giạt đi và đã rơi ở rừng Teutoburger, nói chính xác hơn là ở Freden cạnh hồ Bad Iburg. Không có thiệt hại về nhân mạng. Ngày nay bia đá tưởng niệm vẫn còn tại nơi rơi chiếc tàu bay, gần đường đi bộ "Hermannsweg" và "Ahornweg".
Mười bốn chiếc Zeppelin còn lại trước chiến tranh đã được Bộ binh và Hải quân Đức mua.
Khi chiến tranh bùng nổ, quân sự cũng đã tiếp nhận nốt những chiếc tàu bay còn lại của DELAG. Vào thời điểm này ba chiếc khác (kể cả LZ 3/"Z I") đã ngưng hoạt động và thêm năm chiếc khác đã mất trong các tai nạn. Hai trong số đó có thiệt hại nhân mạng: Chiếc Zeppelin LZ 14/"L 1" của Hải quân bị bão đẩy ra biển Bắc, 14 quân nhân đã chết đuối. LZ 18/"L 2" chìm vào trong lửa sau một cú nổ của động cơ, tất cả thành viên trong đội bay đã chết.
Mức độ kĩ thuật của Zeppelin vào năm 1914 là với chiều dài 150–160 m và thể tích 22.000 – 25.000 m³, Zeppelin có thể mang trọng tải đến 9 tấn. Thông thường các chiếc Zeppelin được khởi động bởi ba động cơ Maybach với công suất 147 kW (200 PS) cho mỗi động cơ và đạt vận tốc đến khoảng 80 km/h.

## Zeppelin trong chiến tranh thế giới lần thứ nhất

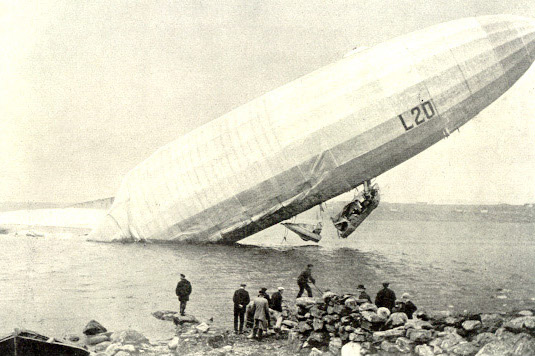
Một chiếc Zeppelin gặp tai nạn năm 1915

Trong chiến tranh sự phát triển của Zeppelin được thúc đẩy mạnh. Bên cạnh đó cũng nhiều tàu bay có kết cấu cứng cùng loại Schütte-Lanz đi vào bố trí. Tuy chúng đã rất cách tân, cũng từ đó Zeppelin hưởng lợi, nhưng hiệu quả thì bị hạn chế trên nguyên nhân của thân gỗ của nó. Chỉ gần cuối chiến tranh nó cũng được dựng như Zeppeline một bộ thân từ nhôm Duraluminium.

### Bước nhảy vọt kĩ thuật
Bộ chỉ huy quân sự của Đế quốc Đức lúc đầu đã đặt những hy vọng to lớn vào những chiếc tàu bay. Nó đã xuất hiện như một dạng vũ khí kinh ngạc: So sánh với những Máy bay cùng thời, những cái thì còn đứng ở giai đoạn đầu của sự phát triển, nó đã đạt được những độ cao lớn hơn, nhanh gần như thế, có thể vũ khí hóa mạnh hơn với trọng tải lớn của nó và được nhét với nhiều bom hơn, có thể ở trong không trung lâu hơn nhiều và đạt một quãng bay xa hơn rất nhiều.
Thực tế tính chiến đấu của nó không gây khó khăn cho đối thủ, trước tiên hơi Hydro thì rất dễ bốc cháy khi bị bắn; LZ 91/"L 42" thậm chí đã vượt qua 1917 hai cú sét đánh của không trung. Cũng như lúc đầu máy bay kẻ thù chưa sở hữu vũ khí phù hợp. Nhà phi công Anh Reginald A. J. Warneford đạt "Cú bắn trúng" đầu tiên vào ngày 6 tháng 6 1915, người đã bắn cháy chiếc tàu bay bộ binh LZ 37 tại Gent. Ông đã được nhận huân chương cao quý nhất của Anh quốc, huân chương Victoria Cross cho điều đó.
Quân đồng minh đã đạt mục tiêu những thành công đều đặn chỉ sau khi đưa vào sử dụng Thân bắn lửa trong đầu năm 1916. Chiếc Zeppelin đầu tiên bị bắn cháy bằng phương thức này, là LZ 47/"LZ77" vào ngày 21 tháng 2 năm 1916, ngày đầu tiên của trận đánh ở Verdun. "LZ 77" được khởi động dưới tổng tư lệnh Major Horn từ sân bay Namur và bị bắn cháy tại Epinal trong một trận đánh ở Paris. Vào ngày 29–30 tháng 1 dưới sự dẫn dắt của tổng tư lệnh Major Geissert của sân bay Namur chiếc Zeppelin "LZ 79" khởi hành tới Paris, đã ném bom tại đó và đã bị bắn trúng trên chuyến bay về ở Heck. Kết quả là mắc cạn vào những nóc nhà của một làng ở Nam của Bỉ (thuở trước là phần đất của Đê quốc Đức). Tất cả 12 thành viên trong đoàn thoát nạn trong sự giật mình.

### Tàu bay cho việc bố trí chiến tranh
Một mặt những chiếc tàu bay được dùng do thám quân sự, mặt khác được bố trí vào không chiến bằng bom.
Mặc cho những bước tiến nhảy vọt kĩ thuật so với những chiếc máy bay thì nhiều chiếc tàu bay Đức đã bị mất đi ngay từ những ngày đầu của cuộc chiến. Đây đã không là lần cuối cùng, rằng nó bị giao phó cho những chiến lược quân sự không kinh nghiệm với kĩ thuật, cho những cái mà nó không phù hợp. Như những tàu bay đã tấn công các mục tiêu dược phòng thủ mạnh mẽ ở đường chiến biên vào ban ngày trời quang và bị kéo không ít lần xuống mặt đất bởi lửa của bộ binh, phần lớn là vì bị mất quá nhiều khí bay bởi các cú bắn màn nhện bọc đạn.
Ví dụ như hai ngày sau bắt đầu chiến tranh, chiếc Zeppelin LZ 21/"Z VI" đã phải đáp khẩn ở Bonn vì tổn thất mạnh hơi bay sau cuộc thả bom ở Lüttich. Hay trong cùng tháng hai chiếc Zeppelin tiếp theo cũng bị bắn cháy, và LZ 23/"Z VIII" đã rơi tạm thời vào tay Pháp.
Những tàu bay của bộ binh tìm được địa bàn làm việc của chúng ở Đông biên chiến cũng như Đông Nam cạnh biển Đen và cạnh Adria. Ở đó nó có thể mang lại đầy đủ giá trị cho những thế mạnh, những bố trí bom chiến lược và do thám. Ngược lại, bên biên chiến phía Tây những chiếc tàu bay chưa bao giờ là công cụ đúng đắn vì biên chiến tĩnh và những sự việc đặc biệt nổi lên tại đó. Tại đây nó làm việc gần như hoàn toàn phía sau những đường chiến thật sự và quăng bom các đường cung cấp và các lực lượng yểm trợ sau, để bố trí ném bom chiến lược thì nó đã hoàn toàn không xảy ra vì tình hình thời tiết không thuận lợi.
Đến đầu năm 1917 bộ binh và thủy binh cùng nhau ném bom trong một khu vực rộng lớn của Luân Đôn. Những đe dọa cho tàu bay tăng nhiều vào đầu năm 1916 vì máy bay săn hay các pháo binh phòng thủ không trận với thân bắn lửa.
Nhà lãnh đạo của các tàu bay, Peter Strasser, một nhà lý thuyết thiên tài, hợp hóa thực tế đã nhận biết cái "Tốt trong Xấu": Những cản trở của các hoạt động tàu bay là một khả năng, quay đều công việc của vũ khí tàu bay, để thích nghi chính nó với địa bàn tiếp tế hạn chế. Thực tế thủy binh cũng đã giảm số lượng các cuộc tấn công gần phân nửa. Con số của các điệp vụ do thám gần như không đổi, vì Zeppelin đã không được thay thế ở đây bởi máy bay.
| Năm  | Những chuyến tấn công | Những chuyến do thám |
| ---- | --------------------- | -------------------- |
| 1914 | —                     | 58                   |
| 1915 | 38                    | 350                  |
| 1916 | 123                   | 312                  |
| 1917 | 52                    | 338                  |
| 1918 | 18                    | 131                  |

Thủy binh đã cất dùng những tàu chiến của họ đến lúc cuối trong bố trận. Trên biển Bắc và biển Đông Đức đã phơi bày đầy đủ lợi thế của nó trong rất nhiều điệp vụ do thám dài ngày và rất thành công một phần. Nó đã phục vụ đặc biệt tốt tại việc tìm kiếm thủy mìn và đánh dấu các vùng chứa mìn của kẻ thù bằng các phao Buoy được quẳng ra. Trong mùa Đông 1916 các tàu bay thủy quân cũng được bố trí, để trợ tiếp thực phẩm cho các đảo thuộc Đức bị cắt rời khỏi thế giới bên ngoài bởi băng. Một vai trò quyết định được nhắc lại cho các Zeppelin thủy binh tại trận Skagerrak. Trong trận này 10 chiếc Zeppelin đã tham gia, nhờ các thông tin do thám của nó các hạm đội tàu biển Đức đã được bảo vệ trước sự tàn phá.
Các chuyến bay tấn công, trên tất cả là chống Anh quốc, đã chỉ được thực hiện trong sự bảo vệ của màn đêm từ cuối năm 1914. Với điều đó nó đã ép đối phương phát triển sự phòng thủ không trung và bố trí các đèn phóng quang. Các cuộc tấn công không trung thì đã có từ trước chiến tranh thế giới lần thứ nhất (thí dụ Tripoli 1905). Những xung đột mạnh mẽ đã có trên các cuộc bố trí thả bom từ không trung. Như thế chỉ các mục tiêu quân sự được thu vào tầm ngắm (tốt và chuẩn xác như có thể), nhưng cuối cùng sự chính xác trong đêm tối chỉ đã được mong muốn. Tuy nhiên các bom được điều khiển thông minh bởi hệ thống định vị toàn cầu và điện tử công nghệ cao trong thời đại ngày nay phần lớn không tốt hơn, là các tàu bay của thuở trước, những cái đã chỉ làm việc với định vị la bàn và sextant để xác định vị trí.
Bắt đầu 1916 các Zeppelin mới đã có thể hành động trên những độ cao lớn hơn, những cái mà cao tới 7000 mét. Để định hướng việc thả bom từ trên các tầng mây, người ta đã thả nhà quan sát trong các giỏ treo nhẹ ra. Tuy nhiên sau đó người ta đã bỏ chiếc giỏ bay nhẹ đi, vì một lượng bom phù hợp hay các giỏ nước cân bằng hoặc là chất đốt thì các viên tổng chỉ huy thích mang theo cho mình hơn.
Vào ngày 5 tháng 8 năm 1918 chiếc LZ 112/"L 70" đã bị bắn cháy sau một cuộc tấn công. Trên khoang cũng có mặt (hoàn toàn trùng hợp) tổng chỉ huy của ban tàu bay thủy binh, thiếu tướng Peter Strasser. Sau khi hoàn thành nhiệm vụ thả bom chiếc L 70 đã bị theo đuổi và bắn cháy bởi một chiếc máy bay săn phía Anh quốc vì việc đàm thoại quá sâu với dụng cụ nhắn tin. Sau sự kiện này các tàu bay thủy binh chỉ được bố trí vào các cuộc do thám xa cho các hạm đội tàu biển.

### Bảng tổng kết quân sự
Tổng cộng 88 chiếc Zeppelin đã được sản xuất trong chiến tranh. Các tàu bay này đã ném 197 t quả bom trong 51 lần đi tấn công, giết tại đó 557 người và làm bị thương 1358. Bên cạnh đó gần 1200 cuộc thám thính đã được thực hiện.
Khoảng đời của tàu chiến phần lớn rất ngắn. Khoảng hai phần ba tất cả tàu bay chiến bị phá hủy mất, gần hơn phân nửa do quân thù gây ra, phần còn lại do tai nạn. Những thiệt hại nhân mạng so với những hoạt động khác của đồng đội gần như nhỏ nhoi; tại bộ binh con số đó là mười một phần trăm (79 người) và tại thủy binh là 26,3 phần trăm (389 người).
Hiệu quả của việc bố trí tàu bay chiến đã được đánh giá tổng quát khả quan. Tuy các cuộc tấn công chỉ tạo ra theo so sánh ít thiệt hại, nhưng tạo ra rộng khắp sự sợ hãi và khủng khiếp to lớn cho đối thủ trong quân sự và quần chúng và đã nối kết những lượng lớn cho các nguồn dự trữ chiến tranh quan trọng. Phía Entente đã phải bố trí gần 15 000 quân và khoảng 25 tàu chiến, vũ khí, tài nguyên và con người để chống lại các cuộc tấn công quân sự của tàu bay Đức trong tỉ lệ gần 33 chọi 1. Mặc dù các lực lượng quân sự khác, như thủy lực, đã tận dụng những chiến lược nối kết đó, nhưng tính kinh tế của các tàu bay đã không đạt đủ, ngay cả các tàu ngầm Đức.

### Bảng tổng kết công nghệ
Sản lượng sản xuất lớn và những đòi hỏi tăng lên của việc bố trí cuộc chiến đã dẫn đến một sự phát triển tiếp tục rõ ràng của các chiếc Zeppelin. Chống lại kết thúc chiến tranh liên đoàn Zeppelin ở Friedrichshafen và tại nhiều địa điểm khác nhau tiếp đã sản xuất các tàu bay với chiều dài gần 200 m và nhiều hơn. Với thể tích khoảng 56 000 – 69 000 mét khối nó đã có thể bốc lên 40–50 tấn tải hàng và nhờ năm hay sáu động cơ Maybach mỗi cái gần 191 kW (260 PS), đạt tốc độ lên tới 100-130 km/h.
Vào ngày 20 tháng 10 năm 1917 LZ 101/"L 55" đã đặt lên một kỉ lục độ cao của 7600 m, để chống lại lửa của kẻ thù trên biên chiến phía Tây. LZ 104/"L 59" lại lần nữa, cái được đặt tên "Tàu bay châu Phi", đã đặt lên một chiều dài kỉ lục. Vào ngày 21 tháng 11 năm 1917 chiếc tàu bay Đức L 59 đã khởi động từ Jamboli (Bungari) theo hướng Đông Phi. Tổng chỉ huy của chiếc tàu bay, thuyền trưởng Bockholdt, đã tải thuốc súng, vũ khí và vật dụng y tế. Chiếc tàu bay nên bị gỡ rời ra sau khi đạt được mục tiêu và được ứng dụng cho những chiếc lều và việc lắp ráp. Sau cuộc nói chuyện điện đài viên tổng chỉ huy đã quay về một nửa quãng đường (xem Đức – Đông Phi). Nó đã đặt lại một quãng đường 6757 km trong 95 giờ.
Chiếc LZ 90/"LZ 120" dưới nhà chỉ huy Ernst A. Lehmann đã đặt lại chuyến bay kéo dài lâu nhất từ ngày 26. đến 31. tháng 6 năm 1917. Chuyến bay đã kéo dài 101 tiếng và sau khi đáp chiếc LZ 90 đã còn xăng cho 33 tiếng bay tiếp theo. Chuyến bay dài này vượt qua biển Đông Đức được xem như là chuyến bay thử nghiệm một phần cho chuyến bay châu Phi của chiếc L 59.

### Sự kết thúc của cuộc chiến tàu bay
Sự thất bại của Đức đồng nghĩa với kết thúc các chuyến bay của tàu bay chiến đấu Đức, bởi vì phía đồng minh giàu thắng lợi đã yêu cầu một cuộc tháo bỏ vũ khí hoàn toàn của không lực Đức. Bản hiệp định Versailles đã nêu ra rõ ràng các tàu bay và đòi hỏi trong trang 202 phía Đức giao nộp toàn bộ tàu bay còn sót lại, các xưởng tàu bay và các nhà máy, nơi phần khí đẩy đã được sản xuất, trong khuôn khổ của hiệp ước đền bù chiến tranh.
Một tuần trước khi ký kết hiệp định, vào ngày 23 tháng 6 năm 1919, rất nhiều nhân viên phi công tàu bay chiến đấu đã phá hủy các Zeppeline của họ trong các nhà xưởng, để không phải giao nộp chúng cho các cựu thù địch. Với điều đó, họ đã đi theo các thí dụ của hạm đội trên biển Đức, những người hai ngày trước đó ở Scapa Flow tự đắm mình vào biển. Các tàu bay Zeppelin sót lại đã được dắt đi vào năm 1920 tới Pháp, Ý, Anh và Bỉ.

## Tàu bay Zeppelin sau chiến tranh thế giới lần thứ nhất

### Bước đầu

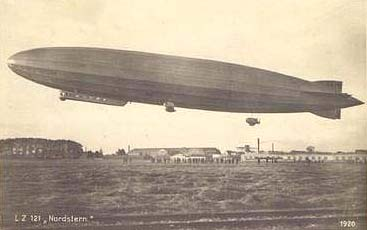
LZ 121 „Nordstern"

Ông Graf von Zeppelin đã mất vào năm 1917, trước khi kết thúc cuộc chiến. Với Dr. Hugo Eckener việc dẫn dắt đầu tàu công ty đã được tiếp nhận, người khác với Graf từ rất lâu đã có trong mắt những việc sử dụng dân sự cho các tàu bay thay cho các mục đích quân sự.
Trong khi hiệp ước Versailles các tàu bay đã bị loại bỏ, các liên đoàn Zeppelin và công ty DELAG hi vọng, có thể nhanh chóng nối lại việc thực hiện các chuyến bay hành khách.
Trong thực tế điều đó đã đạ được hai chiếc Zeppelin nhỏ hơn, cũng dưới các khó khăn. LZ 120 „Bodensee" đã cất cánh vào tháng tám 1919 lần đầu tiên và mang đi trong cùng năm thực tế khoảng 2400 hành khách, những người phần lớn trong số đó phục vụ trong dịch vụ đường bay. LZ 121 „Nordstern", đã nên được bố trí vào một chuyến bay được kế hoạch đến Stockholm.
1921 các nước thắng trận nhưng đã yêu cầu, rằng cũng hai chiếc tàu bay này phải được giao nộp, và cụ thể là cho tất cả các chiếc Zeppelin, những chiếc đã bị phá hủy 1919 bởi các đội bay của chúng. Các chương trình tiếp theo trước tiên cũng đã không thể hiện thực hóa, một phần bởi lệnh cấm của quân đồng minh. Vì thế các chuyến bay của Zeppelin phần lớn đã đi vào đóng băng. Nhưng Eckener và các người làm việc cùng của ông ấy đã không từ bỏ và tiếp tục tìm đến các nhà đầu tư cũng như một giải pháp, thuyết phục sự dồng ý của quân đồng minh. Cuối cùng cơ hội của họ đã bắt đầu vào năm 1924.